# Voduška abok
Voduška abok (Kobus megaceros) je antilopa, která obývá záplavová území v Jižním Súdánu a západní Etiopie.
Voduška abok dosahuje v kohoutku výšky 90 až 100 centimetrů a hmotnost dospělců může být 70 až 110 kilogramů. Samice jsou zlatohnědé s bílým podbřiškem a nemají rohy. Samci jsou čokoládově hnědí až červenohnědí s bílou 'kapucí' přes ramena a malými bílými skvrnami nad očima. Mají dlouhé rýhově strukturované rohy, které jsou z profilu ve tvaru málo zaobleného „s“.
Žijí v bahnitých oblastech, kde spásají vodní vegetaci. Jsou aktivní hlavně za soumraku, časně ráno nebo pozdě odpoledne = krepuskulární aktivita. Shromažďují se ve stádech s 50 a 500 jedinci, v nichž vznikají tři společenské kasty: kojící samice a jejich potomci, osamělí samci a dospělí samci s teritoriem.

## Ohrožení
V roce 1983 byla volně žijící populace vodušek abok odhadována na 30 000 až 40 000 kusů. Průzkumy po roce 2000 uvádějí početnosti mnohem menší a odhadovanou populaci cca 4-5 tisíc jedinců. 
Výskyt omezený na oblast sužovanou posledních sto let téměř nepřetržitými ozbrojenými konflikty činí osud tohoto druhu velmi nejistým. Bezpečnostní rizika omezující kvalitní výzkum v terénu jsou také důvodem, proč není o životě a ekologii vodušky abok z přírody jako o jediné vodušce známo větší množství detailů. Chov a odchov v zoologických zahradách má tak důležitý význam nejen pro záložní populaci ohroženého druhu v bezpečné lidské péči, ale také pro sběr nových vědeckých poznatků.
Kromě lovu na maso ohrožuje vodušky abok jako všechny vodušky také vysoušení a přeměna bažinatých ploch v pastviny nebo pole. Bez hustých mokřadních porostů poskytujících úkryt a potravu se tyto antilopy nedokážou obejít. Jsou-li stáda vodušek nucena svůj mokřad opustit a přesunout se na suchou savanu, začnou jejich početnosti klesat, protože se organismus špatně vyrovnává s úbytkem dostupné vody. Kromě toho nejsou schopné kvalitně se uživit spásáním tvrdé suché trávy a blíže k lidem navíc musejí čelit potravní konkurenci domácího dobytka nebo infekčním chorobám hospodářských zvířat.

## Chov v zoo
O tento druh pečuje Evropská asociace zoologických zahrad a akvárií (EAZA) v rámci Evropského programu ohrožených druhů (EEP). Voduška abok je chována přibližně ve třiceti evropských zoo. V rámci Česka jsou k vidění hned v pěti zoo. Jde konkrétně o:
- Zoo Dvůr Králové
- Zoo Jihlava
- Zoo Ostrava
- Zoo Praha
- Zoo Zlín

### Chov v Zoo Praha
Vodušky abok jsou v Zoo Praha chovány od roku 2004. 1. června toho roku přijel samec Nelson a samice Petra, Karla a Niora ze Zoo Dvůr Králové nad Labem, tedy největšího chovatele afrických kopytníků mimo Afriku. První mláďata přišla na svět v roce 2005: jednalo se o samce Barta a Alfa. Mláďata se od té doby rodí pravidelně. V průběhu roku 2017 se podařilo odchovat tři samce. Ke konci roku 2017 bylo chováno 11 kusů tohoto druhu, což je společně se Zoo Dvůr Králové nejvíce v Česku. Na konci dubna 2019 byl přivezen samec ze Zoo Řím. Samec se narodil v únoru 2020. Další dvě mláďata (nejprve samice a poté samec) následovala v březnu 2020.
Výběh vodušek abok je v horní části zoo mezi pavilonem Afrika zblízka a pavilonem hrochů u severního vstupu do areálu.

## Reference

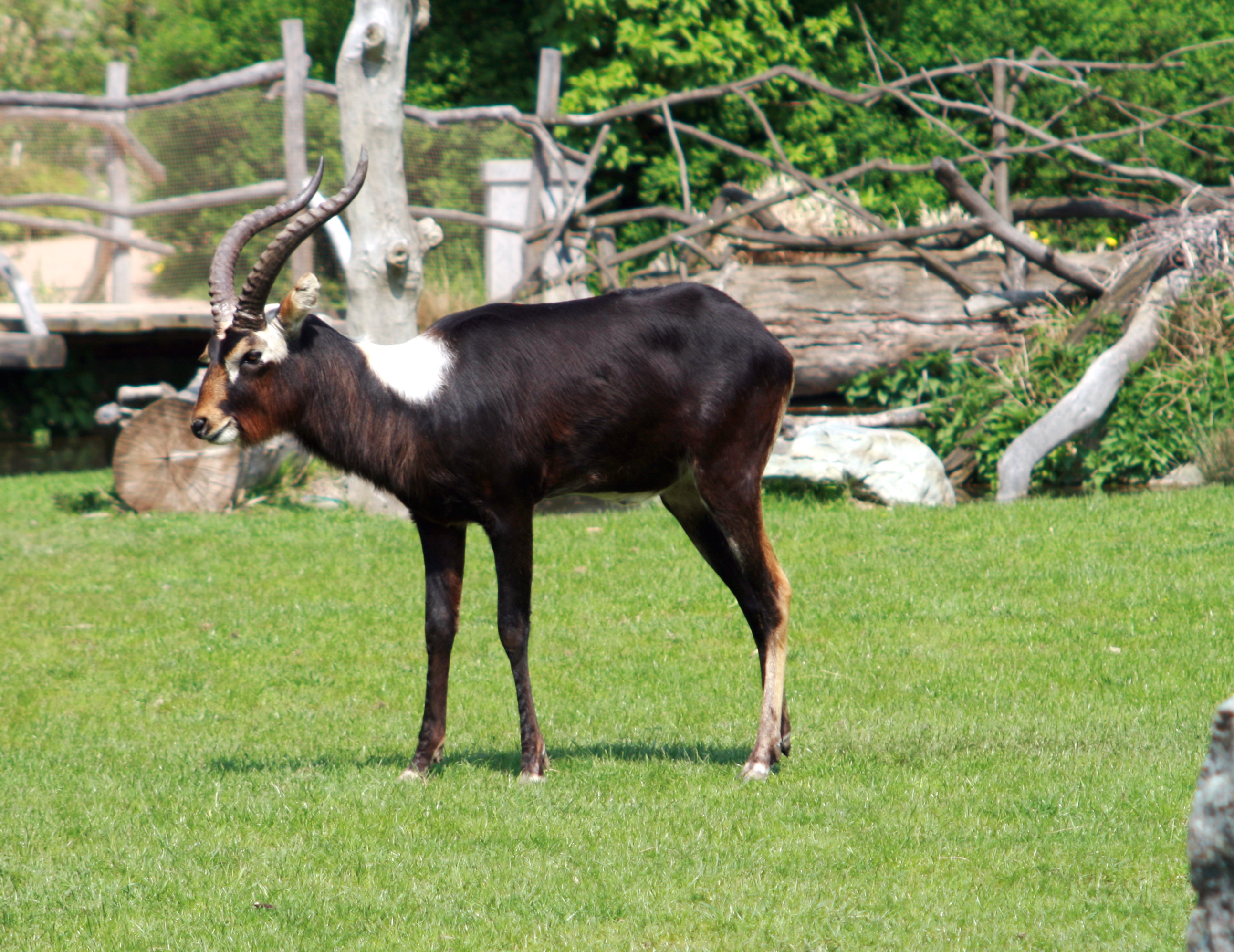
Exemplář v Zoo Praha